# Рейверс, Кес
Корнелюс Бернардюс (Кес) Рейверс (нидерл. Cornelus Bernardus "Kees" Rijvers; 27 мая 1926, Бреда — 4 марта 2024, Бреда, Северный Брабант) — нидерландский футболист, выступавший на позиции полузащитника.

## Биография
Рейверс начинал карьеру в НАК Бреда, а также играл в «Сент-Этьене», «Стад Франсе» и «Фейеноорде». Он представлял Нидерланды на Олимпийских играх 1948 года.
В 1950 году Рейверс стал одним из первых голландских профессиональных футболистов, перейдя в «Сент-Этьен». В ответ Королевский футбольный союз Нидерландов отстранил его от игры в сборной, поскольку в то время профессиональным игрокам не разрешалось играть за команду, и только в 1957 году он вернулся в состав «оранжевых».
Как тренер он работал с «Твенте», он тренировал команду шесть лет, и она показывала высококлассную игру. После этих успешных сезонов он переехал в ПСВ. Он привёл команду к победе в Кубке УЕФА сезона 1977/78. Он также выиграл с ПСВ три титула чемпиона: в 1975, 1976 (золотой дубль) и 1978 годах. После ухода из ПСВ он стал у руля сборной и ввёл туда молодых игроков, таких как Рональд Куман, Рууд Гуллит и Марко ван Бастен. Нидерланды не смогли квалифицироваться на Чемпионат Европы по футболу 1984, всё решила лучшая разница забитых и пропущенных у Испании, интрига держалась до последнего дня квалификации, но после разгромной победы со счётом 12:1 Испании над Мальтой Нидерланды финишировали на втором месте в группе. После этого Рейвес был уволен Королевским футбольным союзом Нидерландов и заменён Ринусом Михелсом.
Рейверс умер 4 марта 2024 года в возрасте 97 лет.

## Статистика

### Матчи Рейверса за сборную Нидерландов
| Матчи Рейверса за сборную Нидерландов | Матчи Рейверса за сборную Нидерландов | Матчи Рейверса за сборную Нидерландов | Матчи Рейверса за сборную Нидерландов | Матчи Рейверса за сборную Нидерландов | Матчи Рейверса за сборную Нидерландов |
| ------------------------------------- | ------------------------------------- | ------------------------------------- | ------------------------------------- | ------------------------------------- | ------------------------------------- |
| №                                     | Дата                                  | Соперник                              | Счёт                                  | Голы Рейверса                         | Соревнование                          |
| 1                                     | 10 марта 1946                         | Люксембург                            | 6:2                                   | 1                                     | Товарищеский матч                     |
| 2                                     | 12 мая 1946                           | Бельгия                               | 6:3                                   | 1                                     | Товарищеский матч                     |
| 3                                     | 30 мая 1946                           | Бельгия                               | 2:2                                   | —                                     | Товарищеский матч                     |
| 4                                     | 7 апреля 1947                         | Бельгия                               | 2:1                                   | —                                     | Товарищеский матч                     |
| 5                                     | 4 мая 1947                            | Бельгия                               | 2:1                                   | —                                     | Товарищеский матч                     |
| 6                                     | 26 мая 1947                           | Франция                               | 0:4                                   | —                                     | Товарищеский матч                     |
| 7                                     | 21 сентября 1947                      | Швейцария                             | 6:2                                   | 2                                     | Товарищеский матч                     |
| 8                                     | 14 марта 1948                         | Бельгия                               | 1:1                                   | —                                     | Товарищеский матч                     |
| 9                                     | 18 апреля 1948                        | Бельгия                               | 2:2                                   | —                                     | Товарищеский матч                     |
| 10                                    | 26 мая 1948                           | Норвегия                              | 2:1                                   | —                                     | Товарищеский матч                     |
| 11                                    | 9 июня 1948                           | Швеция                                | 1:0                                   | —                                     | Товарищеский матч                     |
| 12                                    | 26 июля 1948                          | Ирландия                              | 3:1                                   | —                                     | Олимпийские игры 1948                 |
| 13                                    | 31 июля 1948                          | Великобритания                        | 3:4                                   | —                                     | Олимпийские игры 1948                 |
| 14                                    | 21 ноября 1948                        | Бельгия                               | 1:1                                   | —                                     | Товарищеский матч                     |
| 15                                    | 13 марта 1949                         | Бельгия                               | 3:3                                   | —                                     | Товарищеский матч                     |
| 16                                    | 16 апреля 1950                        | Бельгия                               | 0:2                                   | —                                     | Товарищеский матч                     |
| 17                                    | 8 июня 1950                           | Швеция                                | 1:4                                   | —                                     | Товарищеский матч                     |
| 18                                    | 11 июня 1950                          | Финляндия                             | 1:4                                   | —                                     | Товарищеский матч                     |
| 19                                    | 15 октября 1950                       | Швейцария                             | 5:7                                   | 1                                     | Товарищеский матч                     |
| 20                                    | 11 сентября 1957                      | Люксембург                            | 5:2                                   | 1                                     | Чемпионат мира 1958 (отбор)           |
| 21                                    | 25 сентября 1957                      | Австрия                               | 1:1                                   | —                                     | Чемпионат мира 1958 (отбор)           |
| 22                                    | 19 апреля 1959                        | Бельгия                               | 2:2                                   | —                                     | Товарищеский матч                     |
| 23                                    | 10 мая 1959                           | Турция                                | 0:0                                   | —                                     | Товарищеский матч                     |
| 24                                    | 13 мая 1959                           | Болгария                              | 2:3                                   | —                                     | Товарищеский матч                     |
| 25                                    | 27 мая 1959                           | Шотландия                             | 1:2                                   | —                                     | Товарищеский матч                     |
| 26                                    | 4 октября 1959                        | Бельгия                               | 9:1                                   | 1                                     | Товарищеский матч                     |
| 27                                    | 4 ноября 1959                         | Норвегия                              | 7:1                                   | 1                                     | Товарищеский матч                     |
| 28                                    | 3 апреля 1960                         | Болгария                              | 4:2                                   | —                                     | Товарищеский матч                     |
| 29                                    | 24 апреля 1960                        | Бельгия                               | 1:2                                   | 1                                     | Товарищеский матч                     |
| 30                                    | 18 мая 1960                           | Швейцария                             | 1:3                                   | 1                                     | Товарищеский матч                     |
| 31                                    | 26 июня 1960                          | Мексика                               | 1:3                                   | —                                     | Товарищеский матч                     |
| 32                                    | 29 июня 1960                          | Нидерландские Антильские острова      | 0:0                                   | —                                     | Товарищеский матч                     |
| 33                                    | 3 июля 1960                           | Суринам                               | 4:3                                   | —                                     | Товарищеский матч                     |

Итого: 33 матча / 10 голов; 13 побед, 9 ничьих, 11 поражений.

## Достижения
Как игрок
- 1956—57: Лига 1 (победа с «Сент-Этьеном»)
- 1961—62: Кубок Франции (победа с «Сент-Этьеном»)

Как тренер
- 1975, 1976, 1978: Чемпионат Нидерландов (победы с ПСВ)
- 1976: Кубок Нидерландов (победа с ПСВ)
- 1977—78: Кубок УЕФА (победа с ПСВ)
- 2005: Премия имени Ринуса Михелса